# Висоцьк (місто)
Висоцьк (рос. Высоцк), до 1917 року Тронсунд (швед. Trångsund), у період 1917 — 1948 років У́урас, (фін. Uuras) — місто Виборзького району Ленінградської області Росії. Входить до складу Висоцького міського поселення.
Населення — 1244 особи (2010 рік).